# Пабст, Вальдемар
Эрнст Юлиус Вальдемар Пабст (нем. Ernst Julius Waldemar Pabst; 24 декабря 1880, Берлин — 29 мая 1970, Дюссельдорф) — немецкий офицер, ультраправый политический активист и коммерсант. Участник Первой мировой войны. Во время Ноябрьской революции командир фрайкора, руководитель убийства Карла Либкнехта и Розы Люксембург. Участник капповского путча. Организатор военизированных формирований австрийского Хеймвера. Фашистский политик в последние годы Веймарской республики. Известный торговец оружием, сотрудник аппарата военного снабжения нацистской Германии. Оружейный коммерсант в ФРГ.

## Армия и фрайкор

### В боях и в генштабе
Родился в семье директора музея. Окончил военное училище (одновременно с Францем фон Папеном).
В Первую мировую войну служил на Западном фронте, участвовал в Верденской битве. Впоследствии переведён в генеральный штаб. В марте 1918 приказом генерала Людендорфа направлен в Гвардейскую кавалерийскую стрелковую дивизию под командование генерала Генриха фон Гофмана.

### Убийство Либкнехта и Люксембург
Вальдемар Пабст придерживался крайне правых антикоммунистических взглядов. Во время Ноябрьской революции в составе фрайкора участвовал в подавлении «Спартака». Тесно сотрудничал с Вильгельмом Канарисом. Гвардейская кавалерийская стрелковая дивизия сыграла важную роль в формировании фрайкоров, участвовала в берлинских боях января 1919 года.
15 января 1919 года фрайкор Пабста захватил марксистских лидеров Карла Либкнехта и Розу Люксембург. После краткого допроса и совещания офицеров оба были убиты. Непосредственные исполнители убийства — лейтенант флота Герман Сушон (застрелил Люксембург), лейтенант кавалерии Рудольф Липман (застрелил Либкнехта), рядовой кавалерии Отто Рунге (избивал прикладом Либкнехта и Люксембург), лейтенант флота Генрих Штиге — выполняли приказы Пабста.
Вместе с Либкнехтом и Люксембург был схвачен также Вильгельм Пик, но будущий президент ГДР оказался на свободе после откровенного разговора с Пабстом.
Политическую ответственность за бессудное убийство марксистских лидеров принял на себя лидер Антибольшевистской лиги Эдуард Штадтлер. По его словам, он отдал распоряжение Вальдемару Пабсту. Однако Пабст говорил, что команда была получена от Густава Носке по согласованию с Фридрихом Эбертом.

### От путча Пабста к путчу Каппа
К лету 1919 дивизия была преобразована в Гвардейский кавалерийский стрелковый корпус, насчитывавший до 40 тысяч человек (кавалерийских стрелков, морских пехотинцев и бойцов фрайкоров). капитан Пабст, собственным решением произведённый в майоры, фактически командовал корпусом от имени генерала фон Гофмана.
В конце июня войска под командованием Пабста выдвигались на подавление забастовки железнодорожников Берлина. Приказ был отдан Густавом Носке, однако это вызвало резкие протесты в СДПГ и профсоюзах. Носке приказал отвести войска, после чего Пабст проникся категорическим неприятием всякой партийности и парламентаризма. Для спасения Германии от хаоса и большевизма он считал необходимым установление жёсткой правой диктатуры. Пабст решил при первой возможности положить конец парламентской форме правления. Группировал вокруг себя крайне правых антикоммунистов из офицерской среды. Контактировал, в частности, с русским белоэмигрантом генералом Василием Бискупским.
Пабст попытался убедить генерала Вильгельма Грёнера в необходимости военного переворота, но тот отклонил предложение из-за угрозы всеобщей забастовки и охарактеризовал идеи Пабста как «порождённые манией величия». Негативно воспринимал проекты Пабста и Носке. Поддержку Пабст находил только среди офицеров и солдат корпуса, возмущённых унижением Германии по Версальскому договору. Офицеры корпуса решили оказать нажим на правительство Эберта, чтобы добиться запрета левых организаций и забастовок.
21 июля 1919 части корпуса под командованием Пабста вступили в Берлин (этот «мини-путч» был приурочен к анонсированной демонстрации левых социал-демократов). Движение было остановлено генералами Вальтером фон Лютвицем и Георгом Меркером, убедившими фон Гофмана. О путче Пабста не было публично объявлено, он не привлекался к ответственности, но приказом командования «отправлен в отпуск». После этого Пабст и его единомышленники в корпусе окончательно переориентировались с рейхсвера на фрайкоры.
Вальдемар Пабст был активным участником капповского путча в 1920 году. Являлся одним из организаторов военной стороны выступления. Однако путч оказался сорван всеобщей забастовкой — предположения Грёнера полностью подтвердились.

## Эмиграция. В австрийском фашизме
Поражение путча вынудило Пабста бежать из Германии через Венгрию в Австрию. Вальдемар Пабст примкнул к австрофашистскому движению. Был одним из организаторов военизированных формирований Хеймвера, возглавлял территориальный штаб Хеймвера в Тироле. Участвовал в подавлении шуцбундовского восстания в июле 1927.
Пабст установил тесные деловые связи с крупными предпринимателями Австрии и Германии — Фрицем Мандлем, Гуго Стиннесом, Оттмаром Штраусом, Отто Вольфом. После провала Пивного путча Пабст принимал в Австрии раненого Германа Геринга, с которым у него установились дружеские отношения. В то же время Пабст поддерживал тайные контакты с Густавом Штреземаном. Сотрудничал также с фашистским режимом Италии, встречался с Бенито Муссолини, договариваясь о финансировании Хеймвера.
Первоначально Пабст был сторонником и сотрудником Йохана Шобера. Однако в 1930 году отношения между ними осложнились — во многом из-за стремления Шобера подчинить Хеймвер правительству. Пабст был несогласен с этим планом. В итоге Шобер организовал депортацию Пабста из Австрии.

## Ультраправый в Германии. Пропагандист фашизма
В 1930 Вальдемар Пабст вернулся в Германию. Как военный специалист поступил на работу в оружейный концерн Rheinmetall, где занял пост директора. С этого времени деятельность Пабста была тесно связана с торговлей оружием.
Вальдемар Пабст продолжал заниматься ультраправой политикой. Определял себя как фашиста. Опубликовал брошюру-манифест, в которой призывал заменить принцип Liberté, Égalité, Fraternité — Свобода, Равенство, Братство — «новой триадой»: Autorität, Ordnung, Gerechtigkeit — «Авторитет, Порядок, Справедливость».
В 1931—1933 Пабст руководил Обществом по изучению фашизма, пропагандировал опыт Муссолини. Сотрудничал с Немецкой национальной народной партией и Стальным шлемом, из руководящих деятелей НСДАП — с Германом Герингом, Вальтером Функом, Эрнстом Ремом.
Вальдемар Пабст занимался в Германии и международной политикой. Он выполнял функцию представителя Хеймвера в Берлине, устанавливал связи австрофашистского ополчения со «Стальным шлемом» и СА. Призывал к формированию «Белого интернационала Рим-Вена-Будапешт» — альянса австрофашистского режима с фашистской Италией и хортистской Венгрией.

## Сложности отношений с нацистами. Военная коммерция и повторная эмиграция
В то же время Пабст воздерживался от вступления в НСДАП, хотя получал от Адольфа Гитлера соответствующие предложения. Это было принципиальной позицией: Пабст являлся сторонником фашизма и австрофашизма, но не национал-социализма. Со своей стороны, он утверждал, что будучи «консерватором», не принимает гитлеровского «социализма».
После прихода нацистов к власти Вальдемар Пабст не играл значимой политической роли. Из-за связей с Ремом был арестован после Ночи длинных ножей, но освобождён по протекции Канариса и Геринга. Дистанцировался от политики, но активно занялся бизнесом — экспортом оружия. Основал собственную торговую компанию SFINDEX. В июне 1938 года поступил на службу в управление военной экономики под началом генерала Георга Томаса.
Отношения Вальдемара Пабста с властями нацистской Германии были весьма непростыми. Его дистанцирование от НСДАП, констатация идеологических разногласий, контакты с Ремом, сомнительное с нацистской точки зрения понимание фашизма не были забыты. В 1943 году над Пабстом нависла угроза гестаповского ареста. Не дожидаясь этого, Пабст эмигрировал в Швейцарию. (Иногда утверждается, будто Пабст — благодаря связи с Канарисом и некоторыми другими военными руководителями — был в курсе Заговора 20 июля, но этому нет документальных подтверждений).
Руководил военным заводом Waffenfabrik Solothurn. Занимался закупками вооружений для вермахта из нейтральных стран. При этом устанавливал контакты с Алленом Даллесом.
После войны Вальдемар Пабст координировал деятельность европейских неофашистских организаций.

## Снова в Германии
В 1955 году Вальдемар Пабст вернулся в Германию. Жил в Дюссельдорфе, продолжал заниматься оружейным бизнесом. Сотрудничал с Ахимом Остером, функционером военной контрразведки ФРГ, сыном казнённого за участие в заговоре 20 июля 1944 генерала Ханса Остера.
Состоял в небольшой ультраправой организации Deutsche Gemeinschaft — «Немецкое сообщество», которая впоследствии влилась в Немецкую имперскую партию Вильгельма Майнберга. Сотрудничал с Национал-демократической партией (НДП) Адольфа фон Таддена, но членом её не являлся.
Время от времени Пабст выступал с публичными заявлениями. Общественный интерес он привлекал в основном в связи с убийством Либкнехта и Люксембург. Вальдемар Пабст никогда в жизни не выражал раскаяния и объяснял свои действия необходимостью спасения Германии от коммунизма.

Это было сделано в интересах Германии. Мы спасли её от судьбы, которую сейчас готовят нам господин Ульбрихт и его вдохновители. Победа коммунизма в Германии 1919 года была бы ударом по всему христианскому Западу. Устранение этой опасности значило больше, чем ликвидация двух политических искусителей.

Вальдемар Пабст, апрель 1962 года

Скончался, не дожив 7 месяцев до 90-летнего возраста.
13 декабря 2007 года представители НДП в муниципальном собрании Лихтенберга предложили переименовать берлинскую площадь Антона Зефкова в площадь Вальдемара Пабста. Авторы этой инициативы называли её «знаком подлинной демократии».